# 赤道気団
赤道気団（せきどうきだん、英語: equatorial air mass）とは、赤道付近の海洋に位置する、高温・多湿な気団。太平洋、インド洋、大西洋の赤道付近に帯状に分布している。赤道海洋性気団に属する。熱帯気団の変質によって生じる気団である。アリソフの気候区分では、熱帯気団・寒帯気団（中緯度気団）・極気団と並び、気候に影響を与える気団の1つとして扱われている。
季節の変化により、熱帯収束帯が南北に移動するのに伴って、春や秋には赤道付近、北半球が夏・南半球が冬の時には北緯10度付近、北半球が冬・南半球が夏の時には南緯10度付近にだいたい位置している。
海洋から蒸発する大量の水蒸気を含んでいる。上昇気流によってその水蒸気が上空高くまで運ばれるため、対流圏低層から高層まで高温・多湿な空気の塊となっている。スコールのような激しい風雨をもたらし、モンスーンによってインドネシアや太平洋・インド洋の島々などで大量の雨を降らせる。また、熱帯低気圧を発生させ、中高緯度地域にも大量の降雨をもたらす。
日本の天候に直接影響をもたらす赤道気団は、台風によるものに限られる。